# Mickey Mouse Club
Mickey Mouse Club var et længerekørende amerikansk tv-program, som blev produceret af Walt Disney Company og vist en gang om ugen. Programmet viste unge teenagere som kunne synge og optræde. Af tidligere medlemmer kan der f.eks. nævnes Britney Spears, Justin Timberlake, Christina Aguilera og Ryan Gosling.
| Fjernsyn | Spire Denne artikel om et tv-program er en spire som bør udbygges. Du er velkommen til at hjælpe Wikipedia ved at udvide den. |